# Claire Fauvel
Pour les articles homonymes, voir Fauvel.
Claire Fauvel, née le 19 novembre 1988, est une illustratrice et dessinatrice de bande dessinée française.
Elle est primée à Angoulême en 2018, pour la Guerre de Catherine.

## Biographie
Claire Fauvel est née le 19 novembre 1988.
Elle suit les cours de l'école Estienne à Paris pour l'illustration, puis ceux de l'école des Gobelins pour le dessin d'animation. Elle travaille d'abord comme décoratrice de série animée, avant de faire de la bande dessinée.
Son premier album est Une saison en Égypte, publié en 2015. L'année suivante, elle illustre Sur les pas de Teresa, la religieuse de Calcutta, de Marie-Noëlle Pichard.
Elle dessine ensuite la Guerre de Catherine, publiée en 2017, sur un scénario de Julia Billet, auteur du roman du même nom. C'est l'histoire d'une jeune fille juive pendant la Seconde Guerre mondiale, passionnée de photographie, se cachant pour échapper aux poursuites.
Pour Yaël Eckert, de La Croix, cet album est une réussite, et la mise en image par Claire Fauvel « rend palpables les peines comme la force et la gaieté de cette héroïne inoubliable ».
Elle reçoit pour cet album, avec Julia Billet, le prix Jeunesse au festival d'Angoulême 2018,. Pour ce même album, elle reçoit aussi le prix Artémisia de la fiction historique 2018 ; le jury estime qu'elle a su rendre les émotions « avec une grande finesse et beaucoup de justesse ».

## Œuvres
- À la recherche d'Alvaro Dolor, Manolosanctis, coll. Gemini, 2012  (ISBN 2359760882).
- Une Saison en Égypte, Casterman, 192 p., 2015  (ISBN 2203077115).
- La Guerre de Catherine, scénario de Julia Billet, Rue de Sèvres, coll. BD Jeunesse, 160 p., 2017  (ISBN 2369813628).
- Phoolan Devi : Reine des bandits, Casterman, 216 p., 2018  (ISBN 2203112115).
- La nuit est mon royaume, Rue de Sèvres, 150 p., 2020  (ISBN 9782369819271).
- Lumière noire, scénario de Thomas Gilbert, Rue de Sèvres, 196 p., 2021  (ISBN 9782810200436).

## Récompenses
- 2018 :
  - Prix Artémisia, catégorie fiction historique[7], et prix Jeunesse pour La guerre de Catherine, festival international de la bande dessinée d'Angoulême.
  - Prix des lycéens de la BD historique pour La guerre de Catherine.
- 2019 :
- Prix de la BD sociale et historique des cheminots pour Phoolan Devi, reine des bandits[réf. nécessaire]